# ハロルド・グレイ
ハロルド・グレイ（Harold Grey 、1971年12月20日 - ）は、コロンビアのプロボクサー。ボリバール県アルホーナ出身。元IBF世界スーパーフライ級王者。

## 来歴
1990年11月30日、グレイはデビュー戦を行い初回KO勝ちでデビュー戦を白星で飾った。
国内タイトルや地域タイトルに挑戦せず1994年8月29日、アメリカデビュー戦をカリフォルニア州イングルウッドのグレート・ウェスタン・フォーラムでIBF世界スーパーフライ級王者フリオ・セサール・バルボアと対戦し12回2-1の僅差判定勝ちで王座獲得に成功した。
1994年12月17日、イタリアサルデーニャ州カリャリのプラゼット・デッロ・スポートでビセンゾ・ベルカストロと対戦し12回2-1の僅差判定勝ちで初防衛に成功した。
1995年3月18日、カルタヘナのコリセオ・バーナード・カバレッロでオルランド・トブソンと対戦し12回2-0の判定勝ちで2度目の防衛に成功した。
1995年6月24日、フリオ・セサール・バルボアとリマッチを行い12回2-1の僅差判定勝ちで3度目の防衛に成功した。
1995年10月7日、アルゼンチンブエノスアイレスのスーペル・ドモ・メア・デル・プラタでカルロス・ガブリエル・サラサールと対戦し12回1-2の判定負けで4度目の防衛に失敗し王座から陥落した。
1996年4月27日、カルロス・ガブリエル・サラサールとリマッチを行い12回3-0の判定勝ちで6か月振りの王座返り咲きに成功した。
1996年8月24日、ニューメキシコ州アルバカーキのザ・ピットでダニー・ロメロと対戦し自身初のKO負けとなる2回1分25秒KO負けで初防衛に失敗し王座から陥落した。
2001年9月23日、IBA世界スーパーバンタム級王者ジョン・マイケル・ジョンソンと対戦し7回2分32秒KO負けで王座獲得に失敗した。
2004年1月30日、カール・ヨハネソンと対戦し5回TKO負けを最後に現役を引退した。

## 獲得タイトル
- 第10代IBF世界スーパーフライ級王座（防衛3度）
- 第12代IBF世界スーパーフライ級王座（防衛0度）